# Secretaria de Política Lingüística de la Generalitat de Catalunya

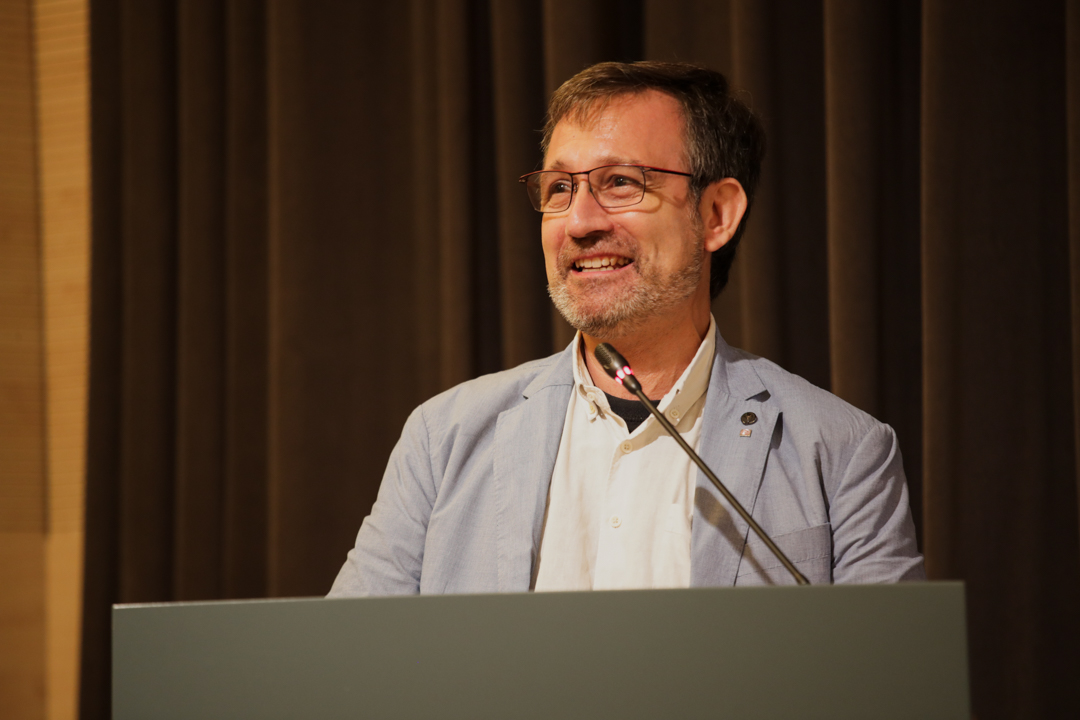
Francesc Xavier Vila i Moreno, darrer secretari de Política Lingüística

La Secretaria de Política Lingüística era l'òrgan d'anàlisi, direcció, planificació, coordinació i execució de la política lingüística de la Generalitat de Catalunya, fins a la creació del Departament de Política Lingüística de la Generalitat de Catalunya.
El secretari/secretària de Política Lingüística de la Generalitat de Catalunya era la persona que dirigia la Secretaria de Política Lingüística. Aquest càrrec va existir des del 20 de gener de l'any 2004 fins a l'agost del 2024. Abans d'aquest any els màxims responsables de la Política Lingüística tenien el rang de directors generals. La Secretaria és l'òrgan de direcció, planificació, coordinació i execució de la política lingüística de la Generalitat de Catalunya. Té com a objecte el desplegament de la legislació lingüística derivada de l'Estatut i vetllar per l'aplicació de la política lingüística que estableix el Govern. Aquest organisme es crea en virtut dels decrets 68/2004, de 20 de gener, d'estructuració i reestructuració de diversos departaments de l'Administració de la Generalitat de Catalunya, i 195/2004, de 24 de febrer, de reestructuració parcial del Departament de la Presidència de la Generalitat de Catalunya. Abans d'aquesta data la Direcció General de Política Lingüística exercia funcions similars. Pel Decret 304/2011, de 29 de març, de reestructuració del Departament de Cultura es deroga l'anterior decret i es crea, novament, la Direcció General de Política Lingüística. Deu anys més tard, al 2021, es recupera la Secretaria de Política Lingüística.

## Centre de Documentació
El Centre de Documentació de la Direcció General de Política Lingüística està especialitzat en sociolingüística, política i planificació lingüístiques, lingüística aplicada i matèries afins. Creat el 1991 va ser el primer centre de documentació de l'Estat espanyol d'aquesta especialitat i actualment es configura com un dels més destacats de la Unió Europea en la seva matèria. Els objectius del Centre de Documentació són mantenir un fons documental, d'accés públic, sobre matèries relacionades amb la política lingüística, especialment la sociolingüística, el dret lingüístic i la planificació lingüística i atendre les necessitats documentals i informatives de la Direcció General i d'organismes relacionats. Amb aquesta finalitat adquireix exhaustivament la documentació generada sobre sociolingüística catalana i de manera més general la referida a altres llengües.
El Centre disposa de més de 25.000 volums editats o inèdits sobre geografia lingüística, antropologia lingüística, dret lingüístic,ensenyament i didàctica de la llengua, lingüística aplicada, sociolingüística, política i planificació lingüístiques. Una base de dades pròpia actualitzada diàriament, recull més de 100.000 notícies i articles periodístics sobre temes relacionats amb la llengua catalana, des de l'any 2000 fins a l'actualitat. El Centre de Documentació de la Direcció General de Política Lingüística forma part de la xarxa de Biblioteques Especialitzades de la Generalitat de Catalunya, amb les quals comparteix catàleg, pautes de treball, organització i projectes de millora.

## Gabinet de Didàctica
El Gabinet de Didàctica va néixer a finals del curs 1981-1982 amb l'objectiu de facilitar recursos i materials destinats a l'ensenyament de català a persones adultes que no van tenir accés a aquest aprenentatge durant l'etapa de formació escolar. Al mateix temps, el Gabinet de Didàctica va recollir iniciatives que poguessin contribuir a millorar la tasca docent del professorat dels cursos de català per a adults. Fins aquell moment, les metodologies d'ensenyament de català a persones adultes, se centraven principalment en l'ensenyament de la gramàtica. Calia iniciar un procés de canvi tenint en compte les noves metodologies d'ensenyament i aprenentatge de llengües que es proposaven des del Consell d'Europa i, també, els nous enfocaments lingüístics centrats en l'estudi del text i del discurs amb una finalitat comunicativa. Per iniciar aquest procés de canvi calia estudiar el context social i les necessitats dels destinataris dels cursos de català, conèixer els programes d'ensenyament de català i l'aplicació a l'aula, els continguts dels materials didàctics que s'utilitzaven i les necessitats formatives del professorat.

## Cinema Infantil en Català
El CINC és una iniciativa de la Direcció General de Política Lingüística per fer créixer l'oferta i el consum de cinema infantil en català, amb la col·laboració del Consorci per a la Normalització Lingüística i de diversos ajuntaments, institucions, entitats i cinemes. Un dels objectius és posar a l'abast l'oferta de cinema infantil en català, a preus econòmics i la projecció de pel·lícules d'estrena recent. L'any 2016 va oferir més de 300 pel·lícules en català a més de 60.000 espectadors a 50 poblacions d'arreu de Catalunya com ara Badalona, Rubí, Reus, Sant Andreu de la Barca.

## Llista de secretaris i directors generals
- Aina Moll Marquès (1980-1988)
- Miquel Reniu i Tresserras (1988-1996)
- Lluís Jou i Mirabent (1996-2003)
- Jordi Roigé i Solé (2003-2004)
- Antoni Mir i Fullana (2004-2005)
- Miquel Pueyo i París (2005-2006)
- Sixte Moral i Reixach (2006)
- Miquel Pueyo i París (2006 - 2007)
- Bernat Joan i Marí (2007 - 2011)
- Yvonne Griley i Martínez[10] (2011 - 2013)
- Ester Franquesa i Bonet (2013-juny 2021)[11]
- Francesc Xavier Vila Moreno (juny 2021-agost 2024)[2][12]

A partir del 2024 es transforma en el Departament de Política Lingüística.